# Janika Hoffmann

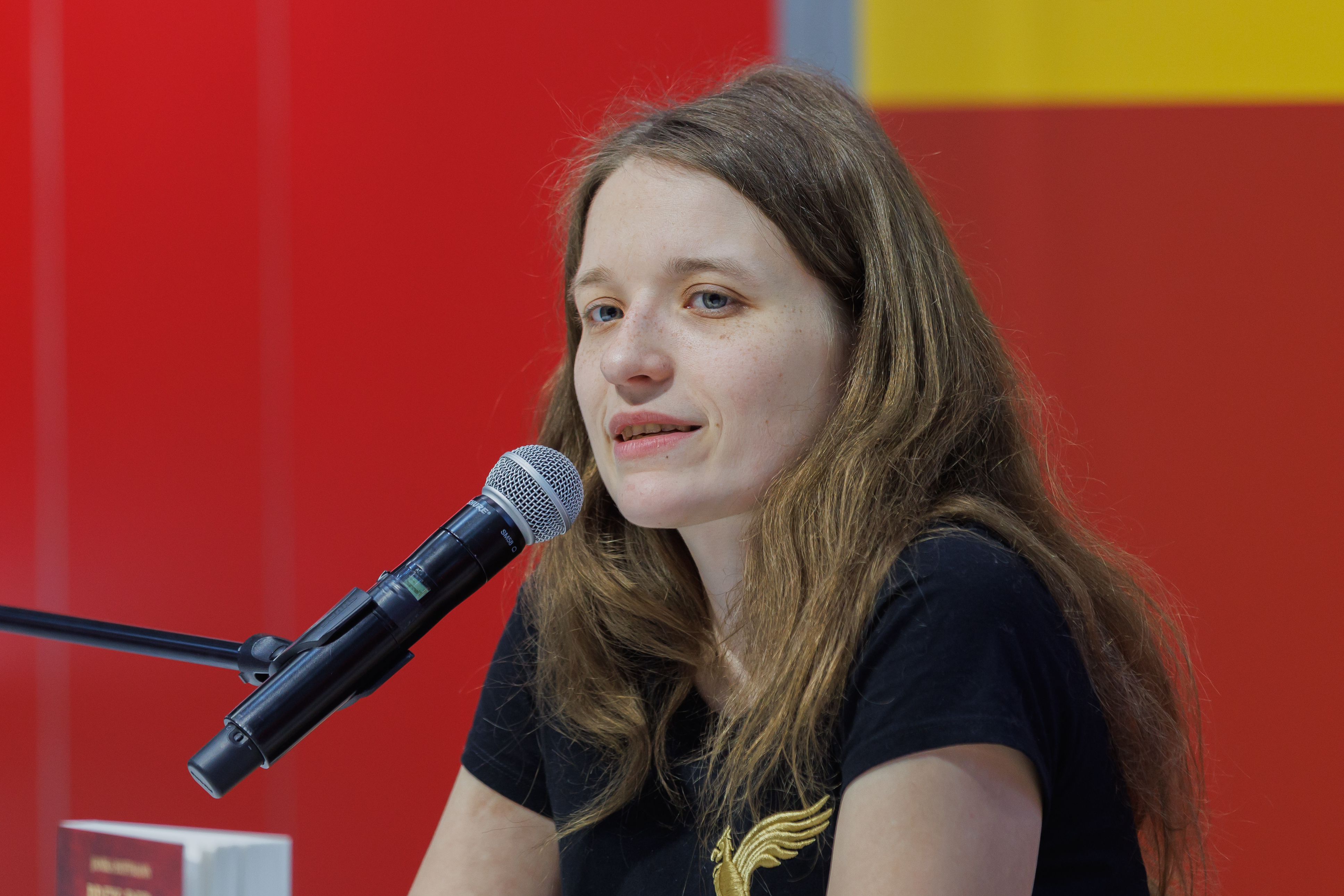
2024 auf der Leipziger Buchmesse

Janika Hoffmann (* 6. Oktober 1995 in Heide) ist eine deutsche Autorin und Streamerin, die Fantasyromane veröffentlicht.

## Leben
Janika Hoffmann ist in Schleswig-Holstein aufgewachsen und hat dort 2013 ihr Abitur gemacht. Schon als Kind ist sie viel gereist und hat einen Teil ihrer Kindheit in Südafrika verbracht. Im Anschluss an ihren Schulabschluss studierte sie Kulturjournalismus an der Hochschule Macromedia für angewandte Wissenschaften in Hamburg, wobei sie im Rahmen dieses Studiums ihren Bachelor of Arts erlangte. Zudem hat sie einige Zeit in Sydney studiert. Heute aber hat sie sich in Südhessen niedergelassen.
2013 veröffentlichte sie ihren ersten Roman, worauf weitere Geschichten in Form von Kurzgeschichten, Novellen und Romanen folgten. Im September 2020 entschied sie sich für das Dasein als Vollzeitautorin und streamt zusätzlich mehrmals wöchentlich auf ihrem Twitch-Kanal, wo sie aus ihren Büchern vorliest, Co-Working betreibt oder diverse Videospiele spielt.

## Werke

### Romane
- Das Amulett der Greife. Talawah Verlag, Berlin 2019, ISBN 978-3-947550-35-7.
- Das Versprechen der Greife. Talawah Verlag, Berlin 2022, ISBN 978-3-947550-77-7.
- Drachenkralle: Die Klaue des Morero. Hrsg. Janika Hoffmann, 2019, ISBN 978-3-9821083-1-5.
- Drachenkralle: Das Feuer der Macht. Hrsg. Janika Hoffmann, 2019, ISBN 978-3-9821083-2-2.
- Drachenkralle: Der Quell der Finsternis. Hrsg. Janika Hoffmann, 2022, ISBN 978-3-9821083-3-9.
- Preis der Freundschaft. Hrsg. Janika Hoffmann, 2020, ISBN 978-3-9821083-4-6.
- Aufbruch ins Abenteuer: Van-Magie 01. Hrsg. Janika Hoffmann, 2024, ISBN 978-3-949758-21-8

### Novellen
- Die längste Nacht. Hrsg. Janika Hoffmann, 2020.
- Misa – Die Geisterkatze von Stralsund. Machandel-Verlag, Haselünne 2020, ISBN 978-3-95959-203-1.